# Jurinea kirghisorum
Jurinea kirghisorum là một loài thực vật có hoa trong họ Cúc. Loài này được Janisch. mô tả khoa học đầu tiên năm 1905.